# فوکر اف‌جی-۲
فوکر اف‌جی-۲ (انگلیسی: Fokker FG-۲) یک هواپیمای ساخت فوکر است .  